# Théo Maledon
Théo Louis Maledon (* 12. Juni 2001 in Rouen, Frankreich) ist ein französischer Basketballspieler. Maledon ist 1,93 Meter groß und wird als Aufbauspieler eingesetzt. Er wurde im NBA-Draft 2020 an 34. Stelle von den Philadelphia 76ers ausgewählt, jedoch sofort an die Oklahoma City Thunder abgegeben.

## Laufbahn
Maledon begann als Kind beim Verein Mesnil-Esnard mit dem Basketball, spielte dann bei Rouen Métropole Basket und zwischen 2015 und 2017 für die Mannschaft des nationalen französischen Leistungszentrums INSEP in der dritthöchsten Liga des Landes, NM1. Im Mai 2017 gewann er mit INSEP das Nachwuchsturnier der Euroleague.
Im Sommer 2017 wechselte er zum Erstligisten ASVEL Lyon-Villeurbanne. Nach Kurzeinsätzen in ASVELs Profimannschaft in der Saison 2017/18 sicherte er sich im Spieljahr 2018/19 deutlich größere Einsatzzeiten, wurde mit ASVEL französischer Meister und als bester Jungspieler der Saison in der französischen Liga ausgezeichnet. Im April 2020 gab er seine Absicht bekannt, im selben Jahr am Draftverfahren der NBA teilzunehmen. Dort wählten die Philadelphia 76ers den Franzosen an 34. Stelle aus. Er wurde aber noch vor dem Beginn der Saison 2020/21 an die Mannschaft Oklahoma City Thunder abgegeben. In Saison 2020/21 kam Maledon auf eine mittlere Einsatzzeit von 27,3 Minuten, die er zu durchschnittlich 10,1 Punkten nutzte. In seinem zweiten Spieljahr in Oklahoma City sank seine Einsatzzeit auf 17,8 Punkte je Begegnung (7,1 Punkte/Spiel).
Ende September 2022 gehörte er zu den Spielern, die in einem umfangreichen Tauschhandel von Oklahoma City zu den Houston Rockets gelangten. Die Texaner strichen den Franzosen im Oktober 2022 und damit noch vor dem Auftakt der Saison 2022/23 aus ihrem Aufgebot. Im selben Monat wurde er von den Charlotte Hornets verpflichtet. Ende September 2023 erhielt er in Charlotte einen neuen Vertrag. Dieser wurde Mitte Dezember 2023 aufgelöst. Wenige Tage später wurde der Franzose von den Phoenix Suns verpflichtet. Bis Anfang März 2024, als man sich wieder trennte, bestritt er vier NBA-Spiele für Phoenix. In der folgenden Woche wurde er von der Mannschaft Sioux Falls Skyforce (NBA G-League) verpflichtet.
Im Juni 2024 sicherten sich die Valley Suns die Rechte an dem Franzosen. Die Mannschaft hatte als neues Mitglied der NBA-G-League ein Auswahlverfahren unter Spielern durchführen können, die nicht zuvor von ihren bisherigen Arbeitgebern von diesem Verfahren ausgeschlossen worden waren. Allerdings wechselte der Maledon noch während der Sommerpause 2024 in sein Heimatland zurück und schloss sich wieder ASVEL Lyon-Villeurbanne an. In der Saison 2024/25 kam er in der französischen Liga auf einen Punktedurchschnitt von 16,2.
Im Sommer 2025 wechselte er zu Real Madrid.

### Nationalmannschaft
Im Sommer 2017 wurde er mit Frankreich U16-Europameister und ein Jahr später U17-Vizeweltmeister. Im Februar 2019 gab er im WM-Qualifikationsspiel gegen Finnland seinen Einstand in der französischen A-Nationalmannschaft. 2022 wurde er mit Frankreich Zweiter der Europameisterschaft.

## Karriere-Statistiken

### NBA

#### Hauptrunde
| Saison  | Team          | GP  | GS | MPG  | FG % | 3P % | FT % | RPG | APG | SPG | BPG | PPG  |
| ------- | ------------- | --- | -- | ---- | ---- | ---- | ---- | --- | --- | --- | --- | ---- |
| 2020–21 | Oklahoma City | 65  | 49 | 27.4 | .368 | .335 | .748 | 3.2 | 3.5 | 0.9 | 0.2 | 10.1 |
| 2021–22 | Oklahoma City | 51  | 7  | 17.8 | .375 | .293 | .790 | 2.6 | 2.2 | 0.6 | 0.2 | 7.1  |
| Gesamt  | Gesamt        | 116 | 56 | 23.2 | .371 | .322 | .766 | 2.9 | 2.9 | 0.8 | 0.2 | 8.8  |